# Bento Manuel Ribeiro
Bento Manuel Ribeiro (Sorocaba, 1783 – Porto Alegre, 1855) è stato un militare brasiliano. Fu uno dei più importanti comandanti militari della guerra argentino-brasiliana e partecipò in seguito alla guerra dei Farrapos.

## Biografia
Nato nello stato di São Paulo dal tropeiro (mandriano errante) Manuel Ribeiro de Almeida, si trasferì a 7 anni nel territorio del Rio Grande do Sul. A 18 anni entrò nelle milizie di Rio Pardo come soldato semplice e insieme al fratello Gabriel Ribeiro de Almeida prese parte alla campagna del 1801 sotto il comando del colonnello Patricio José Correia Câmara, partecipando a diverse azioni contro gli spagnoli.
Durante la guerra degli anni 1812 - 1813 si distinse guidando 60 miliziani nell'attacco a Paysandú, azione che gli valse la promozione al grado di tenente. Partecipò in seguito all'invasione portoghese della Banda Oriental, distinguendosi in più di un'azione contro le forze di José Gervasio Artigas.
Durante la guerra contro le Province Unite del Río de la Plata si distinse tra i più importanti comandanti dell'esercito imperiale brasiliano, venendo coinvolto negli scontri di Bacacay e di Ombú. Proprio in quest'ultimo evento la sua cavalleria fu respinta dall'avanguardia dell'esercito argentino, spingendolo a ritirarsi verso nord.  Questa azione gli impedì di essere presente il 20 febbraio 1826 alla battaglia di Ituzaingó, che terminò con la sconfitta dell'esercito imperiale.
Dopo il termine del conflitto, Bento Manuel Ribeiro fu con Bento Gonçalves da Silva uno dei capi ribelli del Rio Grande do Sul nella guerra dei Farrapos, durante la quale cambiò tuttavia partito più volte, finendo con il parteggiare con le forze imperiali.
Dopo aver avuto un ruolo come maresciallo dell'esercito imperiale nelle guerre contro Oribe e Rosas degli anni 1851 e 1852, Bento Manuel Ribeiro, divenuto ormai un ricchissimo possidente terriero, morì nel 1855.